# Ochrosia mariannensis
Ochrosia mariannensis är en oleanderväxtart som beskrevs av A. Dc.. Ochrosia mariannensis ingår i släktet Ochrosia och familjen oleanderväxter. Utöver nominatformen finns också underarten O. m. crassicarpa.